# Pogłębiacz (narzędzie skrawające)

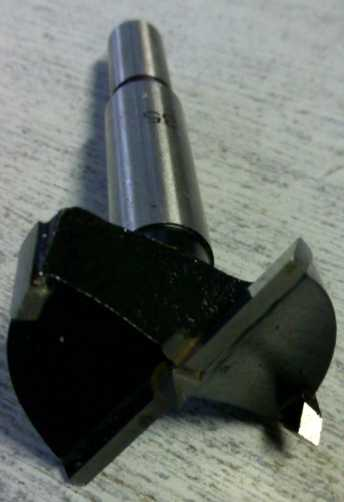
Pogłębiacz walcowo-czołowy

Pogłębiacz – narzędzie do obróbki skrawaniem, którego zadaniem jest powiększenie lub inna zmiana ukształtowania otworu na pewnej części długości, lub obróbka czołowa powierzchni wokół otworu.
Rodzaje pogłębiaczy:
- walcowo-czołowe:
  - główne krawędzie skrawające na powierzchni czołowej poprzedzone pilotem zagłębiającym się w otworze i służącym do prowadzenia narzędzia (pilot może być wymienny);
  - do wykonywania gniazd pod łby wkrętów (walcowych, imbusowych) i śrub, do usuwania nadlewów przy otworach wykonanych w elementach odlewanych itp.
- stożkowe:
  - główne krawędzie skrawające na powierzchni stożkowej;
  - do wykonywania gniazd pod łby wkrętów z łbem stożkowym, do usuwania zadziorów po wierceniu itp.
- specjalne
  - do wykonywania pogłębień wielostopniowych i kształtowych.

Pogłębiacze o mniejszych średnicach wykonywane są jako jednolite, a powyżej 8 mm jako zgrzewane.
Zobacz też: narzędzia skrawające.